# Прилуняване
Прилуняването е термин, обозначаващ пристигането на апарат или човек на повърхността на Луната. Първият уред, създаден от човечеството и достигнал повърхността на Луната, е съветският космически апарат Луна 2 на 13 септември 1959 година.
На 20 юли 1969 с мисията на САЩ Аполо 11 на лунната повърхност стъпва първият човек.  В периода 1969 до 1972 се осъществяват редица подобни мисии от програмата Аполо.
За периода от 22 август 1976 до 2013 година няма „меко“ прилунени апарати. Тази пауза е прекъсната на 14 декември 2013 година, когато е успешно прилунен китайският апарат Чанъе-3.
Има и редица „твърди“ прилунявания, след които не се очаква апаратът да е използваем. На 10 април 1993 японският лунен сателит Хитен се удря в лунната повърхност. На 3 септември 2006 г. Европейската космическа агенция контролирано разбива лунния си сателит СМАРТ 1. Индийската агенция за комически изследвания на 14 ноември 2008 г. също контролирано разбива в Луната своя сонда, която преди това по време на последната фаза от полета си изпраща различни измервания обратно към Земята.